# Hellula hydralis
Hellula hydralis là một loài bướm đêm thuộc họ Crambidae. Nó được tìm thấy ở khắp Úc.
Sải cánh dài khoảng 20 mm.
Ấu trùng ăn Brassica oleracea và Brassica napus.

## Hình ảnh

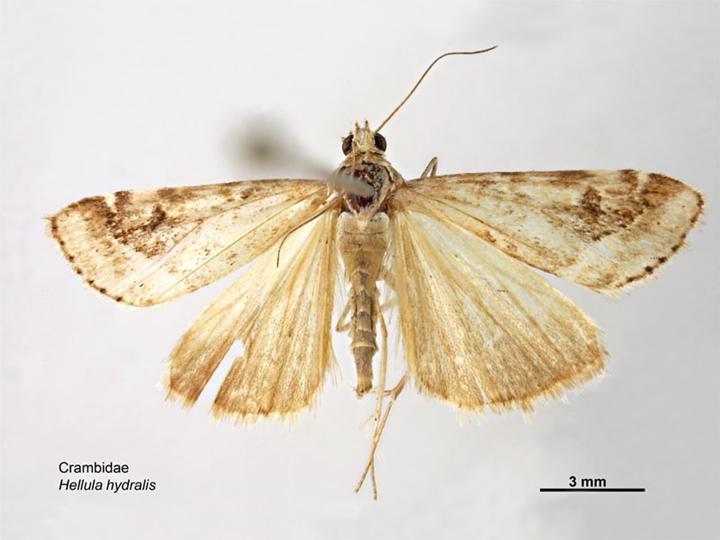
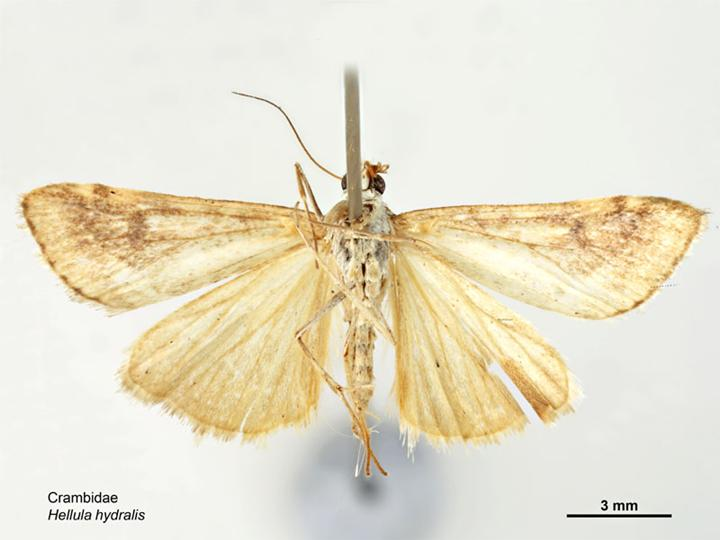
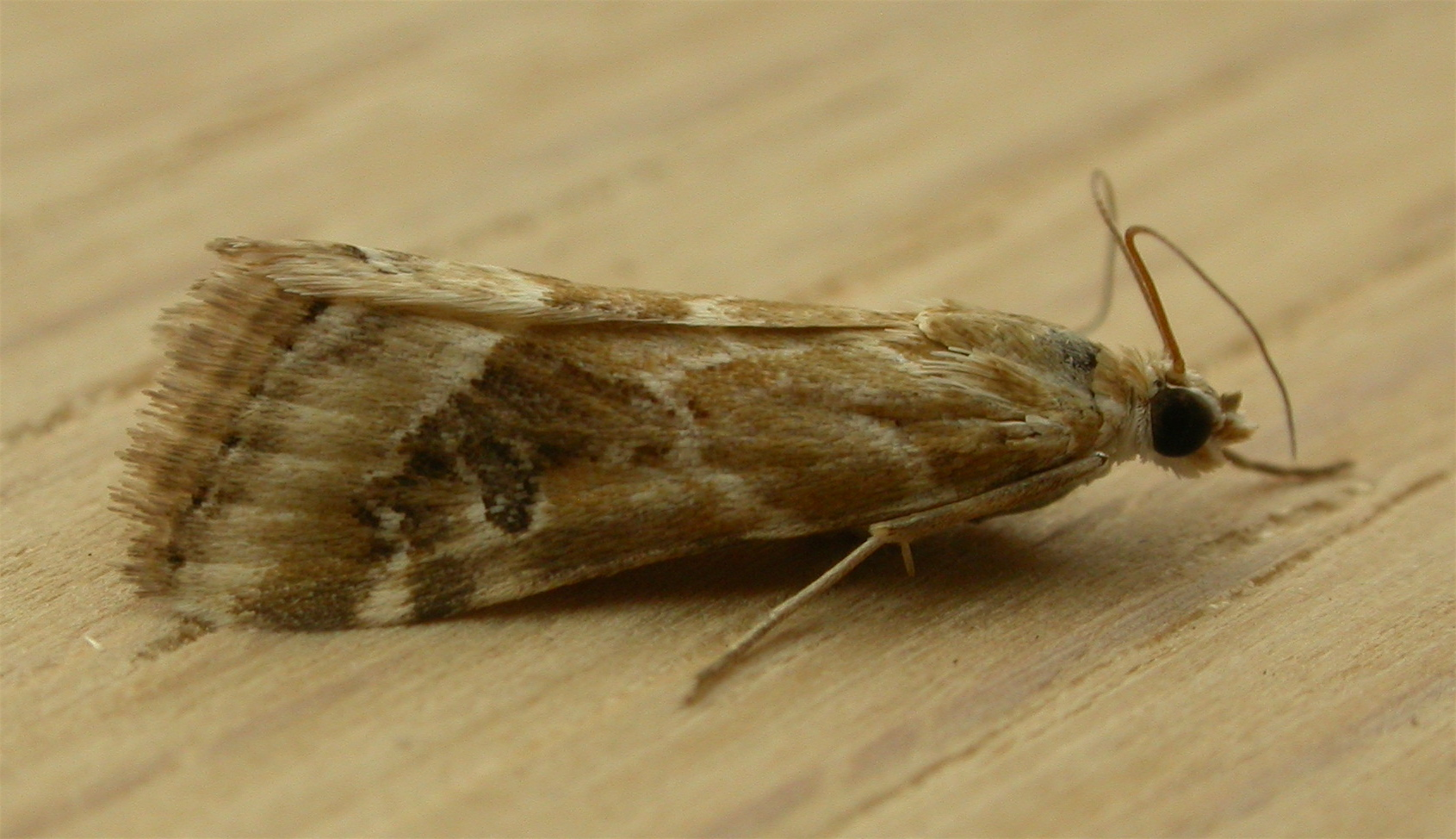